# Hormisca tatianae
Hormisca tatianae är en stekelart som beskrevs av Telenga 1941. Hormisca tatianae ingår i släktet Hormisca och familjen bracksteklar. Inga underarter finns listade i Catalogue of Life.